# Idoméni
Idoméni (görög írással Ειδομένη, macedón: Сехово) falu Görögország északi részén, Macedónia határa mellett. 
A görögországi Közép-Makedónia régiójában fekszik, Kilkísz prefektúra területén, az Axiósz (Vardar) folyó mellett. A településen fut keresztül a Belgrád-Szaloniki vasútvonal, illetve a közelében éri el az A1-es autópálya a görög-macedón határt. Mintegy 150 fő állandó lakosa natív macedón görög.

## Fordítás
Ez a szócikk részben vagy egészben  az   Idomeni című német Wikipédia-szócikk fordításán alapul.  Az eredeti cikk szerkesztőit annak laptörténete sorolja fel. Ez a jelzés csupán a megfogalmazás eredetét és a szerzői jogokat jelzi, nem szolgál a cikkben szereplő információk forrásmegjelöléseként.